# Artena (gemeente)

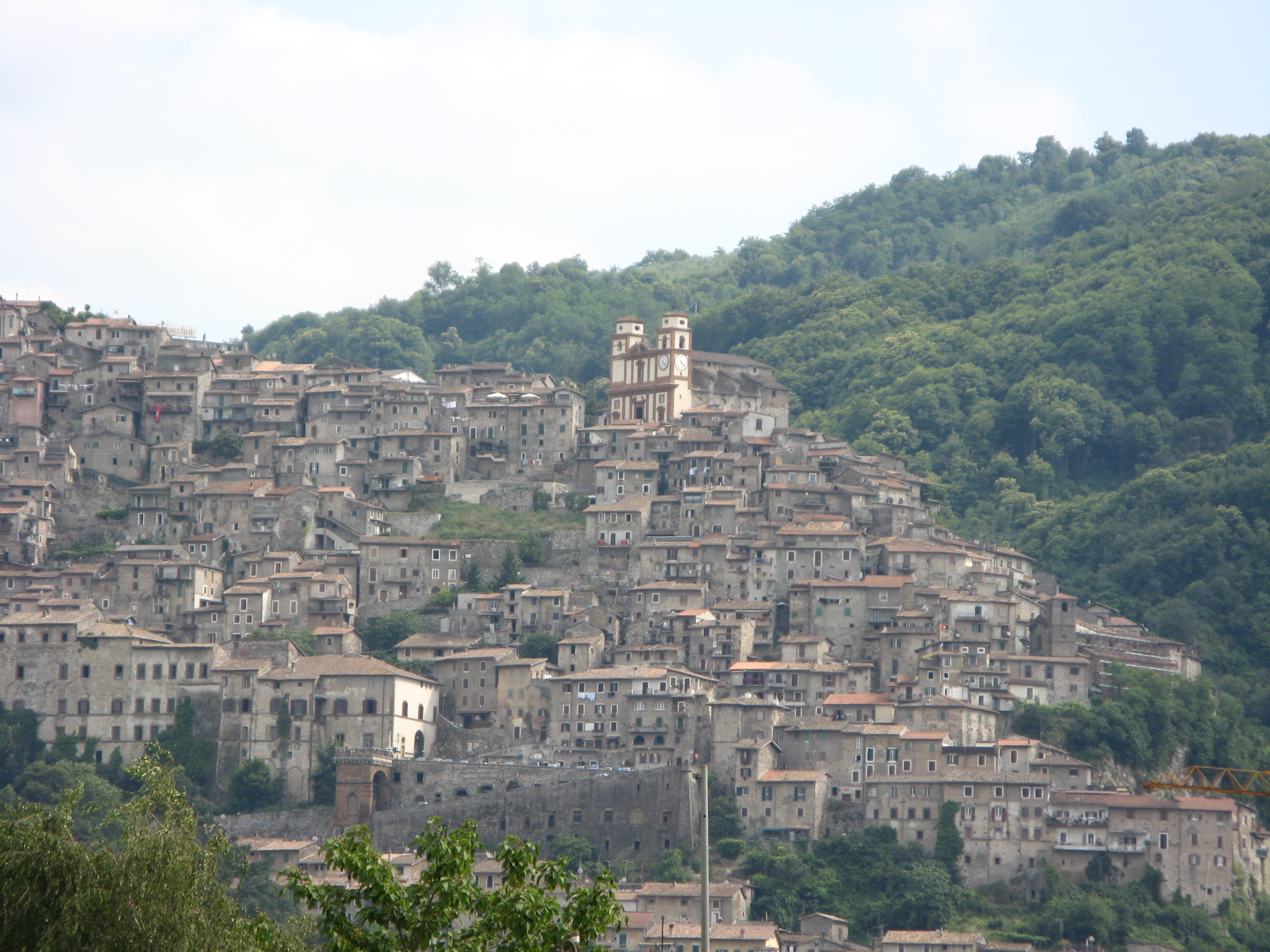
Artena

Artena is een gemeente in de Italiaanse provincie Rome (regio Latium) en telt 12.419 inwoners (31-12-2004). De oppervlakte bedraagt 54,4 km², de bevolkingsdichtheid is 230.98 inwoners per km².
De Belgische hoogleraar Roger Lambrechts was ereburger van Artena omwille van wetenschappelijk werk op de archeologische site.

## Demografie
Artena telt ongeveer 4487 huishoudens. Het aantal inwoners steeg in de periode 1991-2001 met 10,2% volgens cijfers uit de tienjaarlijkse volkstellingen van ISTAT.
| Jaar | Inwoneraantal |
| ---- | ------------- |
| 1991 | 10.731        |
| 2001 | 11.828        |

## Geografie
De gemeente ligt op ongeveer 420 m boven zeeniveau.
Artena grenst aan de volgende gemeenten: Cisterna di Latina (LT), Colleferro, Cori (LT), Lariano, Palestrina, Rocca di Papa, Rocca Massima (LT), Rocca Priora, Segni, Valmontone, Velletri.